# John Baldessari
John Baldessari (National City, Kalifornia, 1931. június 17. – 2020. január 2.) amerikai konceptualista művész.
Dél-kaliforniai művész. Humoros „story art”-ot hoz létre. Komoly szellemi alappal rendelkezik, de nem nyomasztja a nézőt. Munkáiban a vizuális és nyelvi elemeket olvasztja össze.
Roland Bart szerint olyan minden szó, mint a végtelen tér darabja, ami mellé sok jelentést hozzá lehet kapcsolni. Ily módon Baldessari szinte a véletlen elve szerint rendeli egymáshoz műveiben a dolgokat. A szemantikai és esztétikai jelentéseket kapcsolja össze. Művei bonyolultnak tűnnek, de szórakoztatók. Az egész egy eléggé didaktikus természetű kommunikációt mutat.
1970-ben lemond az „unalom esztétikájáról”, addigi műveit (portrék, pop art, minimal art művek) elégeti.

## Tanulmányai
- 1949-53 B.A., San Diego State College, Kalifornia
- 1954-55 University of California at Berkeley
- 1955 University of California at Los Angeles
- 1955-57 M.A., San Diego State College, Kalifornia
- 1957-59 Otis Art Institute, Los Angeles
- Chouinard Art Institute, Los Angeles

## Művészetéből
- Pénztárca (1988) Ez van ráírva: „I will not make any more boring art”, tehát „Soha többé nem hozok létre unalmas műveket”. Ez nemcsak a művészetre vonatkozó állítás. Egyfajta vallási ígéret, mellyel kilép az ezoterikus modernizmusból.
- John Baldessari munkája (1968) A szöveg a következő: a művészet nem pusztán szolgai hirdetője egy sor fénynek. (Ahogy a kamera a mechanikus tükrözést elfogadja. a művész nem ezt teszi). Ez is nyilván valóan a művészetre vonatkozó állítás.
- Ingres és más példabeszédek: Köznapi és különleges nyelvi-képi kontextusok jelennek meg. 10 szöveget és 10 képet kapcsol össze. A szöveg kioktató jellegű.
- Művészettörténet: A művészet körüli bizniszre utal (art history – história – hisztérikus).
- Átkozott allegóriák: Játékos, de emellett szigorú kép- és szövegtársítási elvet alkalmaz. Minden szavat összetartozó jelenségek metszéspontjának tekint. Ezt a művét úgy csinálta, hogy a TV-ből lefényképezett véletlenszerűen jeleneteket. Ezeket fekete-fehéren, színesen, és különböző alapszínű szűrőkkel csinálta (sárga, vörös, lila, kék és zöld). Majd összehívta barátait, és az első gondolatot, ami a képekről eszükbe jutott, azt párosította a fotókkal (pl. egy hölgy látható – sztoikus). Az alsó sorba a képekre, pedig a fölötte lévő szín kezdőbetűjével írt szavakat. Majd a színkör szerint rendezve a képeket egymás után rakta, így kialakult egy mondat. Ebből ilyen hálószerű dolog alakult ki.

John Baldessari az Ingres és más példázatok című munkájából tanulságosnak véljük a következő, a művészet alkotásának legjobb módszerét felidéző példázatot közreadni. „Egy fiatal művész a művészeti iskolában Cézanne festményeit imádta. Áttanulmányozta az összes Cézanne-ról szóló könyvet és mindegyik reprodukciót lemásolta. Aztán elment a múzeumba és először életében látott egy igazi Cézanne-képet. Rettenetes volt. Egyáltalán nem hasonlított azokra, amiket a könyvekben látott. Attól a naptól fogva minden festménye fekete-fehér lett, és akkora mint a reprodukciók a könyvben. Képaláírásokat és magyarázatokat is nyomtatott a képekre, mint a könyvekben. Gyakran csak szavakat használt. Aztán egy nap észrevette, hogy nagyon kevesen mennek csak művészeti galériákba és múzeumokba, a legtöbb ember könyveket és magazinokat nézeget csak, mint ő és előfizetnek mindezekre, akárcsak ő. Tanulság? Nehéz egy festményt a postaládába tenni.”